# Lygromma anops
Lygromma anops là một loài nhện trong họ Gnaphosidae.
Loài này thuộc chi Lygromma. Lygromma anops được miêu tả năm 1987 bởi Peck & Shear.